# Xavier Silas
Xavier James Silas (San Antonio, Texas, 22 de enero de 1988) es un exjugador y entrenador de baloncesto estadounidense. Con 1,96 metros de estatura, jugaba en la posición de base. Es hijo del exjugador profesional James Silas.

## Trayectoria deportiva

### Universidad
Tras pasar dos años en los Buffaloes de la Universidad de Colorado, fue transferido a los Huskies de la Universidad del Norte de Illinois, promediando en total 16,1 puntos, 1,7 asistencias y 4,2 rebotes por partido. En su última temporada fue incluido en el mejor quinteto de la Mid-American Conference.

### Profesional
Tras no ser elegido en el Draft de la NBA de 2011, fichó por el BCM Gravelines de la liga francesa, donde solo disputó ocho partidos, en los que promedió 4,1 puntos y 2,0 rebotes.
Regresó a su país para jugar en los Maine Red Claws de la NBA D-League, donde en su primera temporada promedió 9,8 puntos y 3,0 rebotes por partido. En abril de 2012 fichó como agente libre para el resto de la temporada por los Philadelphia 76ers,
Volvió la temporada siguiente a los Red Claws, donde jugó una temporada más en la que promedió 12,1 puntos y 3,2 rebotes por partido. En noviembre de 2013 fichó por el Maccabi Ashdod de la liga israelí, pero dejó el equipo en enero sin avisar al club.
En febrero de 2014 fichó por la Asociación Atlética Quimsa de la liga argentina.
[actualizar]

### Entrenador
Tras retirarse como jugador, fue durante dos temporadas (2019-2021) asistente técnico de los Delaware Blue Coats de la G League.
Antes del comienzo de la 2021–22 se une al cuerpo técnico de los Motor City Cruise.
En octubre de 2022 se une a los Mets de Guaynabo como técnico principal.
[actualizar]

## Estadísticas de su carrera en la NBA

### Temporada regular
| Año     | Equipo       | PJ | PT | MPP  | %TC  | %3P  | %TL  | RPP | APP | ROB | TPP | PPP |
| ------- | ------------ | -- | -- | ---- | ---- | ---- | ---- | --- | --- | --- | --- | --- |
| 2011-12 | Philadelphia | 2  | 0  | 19.4 | .267 | .167 | .667 | 2.0 | 1.5 | .0  | .0  | 5.5 |
| 2017-18 | Boston       | 2  | 0  | 3.7  | .000 | .000 | –    | 1.0 | .0  | .5  | .0  | .0  |
| Total   | Total        | 4  | 0  | 11.5 | .222 | .125 | .667 | 1.5 | .8  | .3  | .0  | 2.8 |

### Playoffs
| Año   | Equipo       | PJ | PT | MPP | %TC   | %3P  | %TL  | RPP | APP | ROB | TPP | PPP |
| ----- | ------------ | -- | -- | --- | ----- | ---- | ---- | --- | --- | --- | --- | --- |
| 2012  | Philadelphia | 2  | 0  | 2.0 | 1.000 | .000 | .000 | 1.0 | .0  | .0  | .0  | 1.0 |
| Total | Total        | 2  | 0  | 2.0 | 1.000 | .000 | .000 | 1.0 | .0  | .0  | .0  | 1.0 |